# Qibai
Pour les articles homonymes, voir Qibai.
Qibai (chinois : 栖白 ; chinois traditionnel : 棲白 ; pinyin : Qībái ; Wade : Ch'i¹-pai²) est un moine-poète de la dynastie Tang dont les dates de naissance et de décès sont inconnues. Selon certaines sources, il serait originaire du Yuezhong (actuelle province du Zhejiang), situé au sud du fleuve Yangzi. Il fait partie des poètes-moines éminents et célébrés à la cour dans la seconde moitié du IXe siècle tels que Yuanfu et Kezhi.

## Biographie
Peu d’informations existent sur le poète Qi Bai. Ses dates de naissances et de décès sont inconnues. Il a une longue vie passée entre le sud-est (où se trouvent les principaux poètes-moines) et la capitale Chang’an (le centre culturel et politique de l’empire) p. 43.
Dans sa jeunesse, il fait la connaissance des poètes Yao He, Jia Dao, Wuke. Étant donné sa durée de vie, il a des échanges poétiques avec de nombreux poètes tels que Li Pin, Xu Tang, Li Dong et bien évidemment Yao He, Jia Dao, Wuke et d’autres. Résidant au monastère Jianfu dans la capitale (Chang'an), il sert comme “offreur intérieur” (neigongfeng 內供奉) — une sorte de spécialiste des rituels de cour — auprès de l’empereur Xuanzong (r. 846–859) durant l’ère Dazhong p. 43. Il reçoit la robe pourpre récompense impériale,. Il prête parfois sa voix comme poète éminent à des figures moins connues, comme dans Hommage au Vénérable Maître Zhen de Hexi (奉贈河西真法師) dédié au poète Wuzhen p. 44, ou dans En pleurant Liu Deren (哭劉得仁) dédié au poète Liu Deren.
Qibai sert sous trois règnes d’empereur et meurt vers l’époque de l’empereur Xizong (r. 873-888) à plus de soixante ans.

## Poésie
Qibai excelle dans la poésie et est adepte du style « ku yin » (苦吟) (poésie de l’effort, de la recherche). Il compose surtout des poèmes modernes. À son époque, le célèbre poète Zhang Qiao dit de lui : « Ses œuvres poétiques sont d’une renommée impérissable. »,.
Il avait un recueil de poèmes, aujourd’hui perdu.
L’anthologie Poésie complète des Tang (全唐诗) conserve seize de ses poèmes.